# Acelerador web
Un acelerador web (en inglés: web accelerator) es un servidor proxy que reduce el tiempo de carga de páginas web. Puede tratarse de un dispositivo hardware autónomo o de un software instalable.
Los aceleradores web pueden instalarse en un equipo de cliente (una computadora o un dispositivo móvil), en los servidores de un proveedor de servicios de internet (ISP), en el equipo o red del servidor o en una combinación de estos elementos. Acelerar la entrega de contenido mediante su compresión requiere que algún tipo de servidor anfitrión coleccione, comprima y luego distribuya el contenido a un equipo cliente.

## Técnicas
Los aceleradores web utilizan varias técnicas para reducir el tiempo de acceso:
- almacenar en caché documentos consultados reciente o frecuentemente para que se puedan enviar al cliente con menor latencia o mayor velocidad de transferencia de bits de lo que lo haría el servidor remoto;
- refrescar objetos en la caché para asegurar que el contenido consultado frecuentemente esté listo para mostrar;
- resolver de antemano los nombres de dominio presentes en un documento (HTML o JavaScript) para reducir la latencia;
- precargar documentos susceptibles de ser consultados en un futuro próximo;
- comprimir los documentos a un tamaño menor, por ejemplo, reduciendo la calidad de las imágenes o enviando únicamente los cambios en el documento desde que se solicitó por última vez;
- optimizar el código de determinados documentos (como HTML o JavaScript);
- filtrar anuncios y otros objetos no deseados para que no se envíen al cliente;
- mantener conexiones TCP persistentes entre el cliente y el servidor proxy;
- mejorar el rendimiento mediante aceleraciones a nivel de protocolo, como la aceleración TCP.

Estas técnicas están alineadas con las buenas prácticas, que se suelen recomendar para mejorar el rendimiento de las aplicaciones web.

## Acelerador web del lado del cliente
Desarrolladas en 2001-2002, estas aplicaciones sirven generalmente para mejorar las conexiones por módem o de banda ancha, entre otras, en que los usuarios pudieran no obtener una velocidad óptima. Muchos proveedores de servicios de internet ofrecían aceleradores web como parte de sus servicios. La precompresión opera mucho mejor que la compresión sobre la marcha de los módems V.44. Normalmente se comprime el texto al 5%, lo que aumenta la velocidad efectiva de conexión telefónica a unos 1000 Kb/s, mientras que las imágenes JPEG/GIF/PNG se comprimen con pérdidas al 15-20%, lo que aumenta la velocidad efectiva a 300 Kb/s Kb/s.
La contrapartida de este aumento de la velocidad de transferencia es una pérdida de calidad, ya que las imágenes se cargan con artefactos de compresión, adquiriendo una apariencia borrosa o descolorida. Sin embargo, si el usuario así lo desea, puede optar por ver las imágenes sin comprimir, pero a una velocidad mucho más lenta.
Los aceleradores web están diseñados generalmente para la navegación web y, en ocasiones, para el envío de correo electrónico, y no es capaz de mejorar la velocidad de conexión para el streaming, los videojuegos en línea, las descargas P2P y otras muchas aplicaciones de internet. Sin embargo, varias empresas, como Cisco Systems y F5 Networks, están haciendo una inversión sustancial en aceleradores web del lado del cliente para redes de entrega de aplicaciones, ya que la demanda de SaaS y PaaS está en ascenso entre las pequeñas y medianas empresas.

## Acelerador web del lado del servidor
Otros aceleradores están pensados para los propietarios de sitios web y de aplicaciones web. Estos aceleradores web, también denominados proxies inversos o controladores de entrega de aplicaciones, se instalan frente a los servidores web o de aplicaciones y utilizan una variedad de técnicas similares a las anteriores para mejorar el rendimiento de todos los usuarios que acceden a los sitios web o a las aplicaciones.
Estos aceleradores tienen el beneficio adicional de reducir la carga de transacciones y administraciones de conexión de los servidores, reduciendo así el uso de CPU y aumentando la escalabilidad de los servidores para permitir el acceso a más usuarios con un menor ancho de banda.

## Cliente-servidor
También puede haber un proxy en dos secciones: la parte del servidor se encuentra frente a los servidores web o de aplicaciones y captura la entrada y la salida de los servidores, y la parte del cliente se encuentra en el navegador web  del usuario para capturar la entrada y la salida del navegador.